# Buffalo (Kansas)
Buffalo es una ciudad ubicada en el condado de Wilson en el estado estadounidense de Kansas. En el año 2010 tenía una población de 232 habitantes y una densidad poblacional de 257,78 personas por km².

## Geografía
Buffalo se encuentra ubicada en las coordenadas 37°42′34″N 95°41′49″O / 37.70944, -95.69694 (37.709569, -95.696967).

## Demografía
Según la Oficina del Censo en 2000 los ingresos medios por hogar en la localidad eran de $34,688 y los ingresos medios por familia eran $38,750. Los hombres tenían unos ingresos medios de $26,750 frente a los $15,938 para las mujeres. La renta per cápita para la localidad era de $13,529. Alrededor del 7.0% de la población estaban por debajo del umbral de pobreza.